# Mordechai Maklef

Mordechai Maklef, 1952

Mordechai Maklef (hebräisch מָרְדֳּכַי מַקְלֶף; Spitzname Motke; * 1920 in Motza, Völkerbundsmandat für Palästina; † 22. Februar 1978 in Mainz) war der dritte Generalstabschef der israelischen Verteidigungsstreitkräfte und später Generaldirektor vieler bedeutender israelischer Unternehmen.

## Leben
Maklef wurde 1920 zur Zeit des Britischen Mandats über Palästina in dem Dorf Motza im Judäischem Bergland geboren. Seine Eltern waren unter den Dorfgründern, das, in der Gegend von Motza, an der historischen Landstraße nach Jerusalem liegt. Während des Massakers von Hebron 1929 wurde das Dorf von den arabischen Nachbarn des Dorfes Kolonia angegriffen, die Maklefs ganze Familie töteten. Er selbst konnte sich durch einen Sprung aus dem zweiten Stock retten. Ermordet wurden auch ein von der Familie angestellter Schafhirte und ein Polizist, der als einziger in der ganzen Umgebung eine Waffe trug. Der Vorfall erschütterte die Juden Palästinas und war unter den Ereignissen, an die man sich häufig erinnerte. Nach der Ermordung seiner Familie wurde Mordechai Maklef von Verwandten in Jerusalem und Haifa aufgezogen.
Als Jugendlicher war Maklef in der Hagana aktiv und war Mitglied der britischen Special Night Squads von Orde Wingate. Bei Ausbruch des Zweiten Weltkriegs ging er zur britischen Armee, wo er in Nordafrika gegen das Deutsche Afrikakorps und als Angehöriger der Jüdischen Brigade in Italien kämpfte. Nach seiner Entlassung aus der Armee im Rang eines Majors blieb er in Europa, engagierte sich für die illegale Einwanderung nach Palästina und beschaffte Waffen für den sich gründenden jüdischen Staat. Später kehrte er nach Palästina zurück und wurde wieder Mitglied der Hagana.
Während des Kriegs um Israels Unabhängigkeit kämpfte Maklef als Operationsoffizier, und später als Brigadekommandeur in der Carmeli Brigade in der Nähe Haifas und Akkos. Er nahm auch an der Operation Chiram (Luftoperationen ab 22., Bodenoffensive 28.–31. Oktober 1948) teil, in der israelische Einheiten ganz Galiläa für Israel eroberten. Nach dem Krieg führte er die israelische Delegation in den Gesprächen mit dem Libanon und Syrien an (Waffenstillstandsabkommen von 1949). Im November 1949 wurde er zum stellvertretenden Generalstabschef unter Jigael Jadin und zum leitenden Operationsoffizier der israelischen Verteidigungsstreitkräfte ernannt. Nach Jadins Rücktritt wurde Maklef im Alter von nur 32 Jahren zum Generalstabschef ernannt. Er akzeptierte den Posten nur für ein Jahr.
Während dieser Zeit wurde Israel das Ziel von mehr und mehr Attacken der palästinensischen Fedajin aus dem damals zu Jordanien gehörenden Westjordanland und dem ägyptisch besetzten Gazastreifen, die israelische Ortschaften nahe der Grünen Linie angriffen. Maklef ernannte daraufhin Major Ariel Scharon zum Chef der Einheit 101, die die Fedajin bekämpfen sollte. Diese Einheit wurde 1953 mit den Fallschirmjägern vereinigt.
Am 7. Dezember, nachdem er genau ein Jahr auf seinem Posten gedient hatte, trat Maklef zurück. Er begann darauf auf Schlüsselstellungen im öffentlichen Sektor Israels zu arbeiten. Von 1955 bis 1968 war er Generaldirektor der Dead Sea Works, welche die Phosphat-Industrie um das Tote Meer erschloss. Er war auch Generaldirektor des Rates zur Vermarktung von Zitrusfrüchten (hebräisch הַמּוֹעָצָה לְשִׁוּוּק פְּרִי הָדָר HaMōʿatzah ləSchiwwūq Prī Hadar, englisch Citrus Fruits Marketing Council) und der Israel Chemicals.
Maklef starb im Jahre 1978 in Mainz an einem Herzinfarkt.